# فرماندهی شرقی هند
فرماندهی شرقی هند (انگلیسی: Eastern Command) یکی از شش فرماندهی عملیاتی نیروی زمینی هند است، که ستاد مرکزی آن در ویجی دورگ (که قبلاً با نام فورت ویلیام شناخته می‌شد) در شهر کلکته در ایالت بنگال غربی قرار دارد. فرماندهی شرقی در ۱ نوامبر ۱۹۲۰ تشکیل شد. این فرماندهی توسط یک افسر سه ستاره با عنوان فرمانده کل فرماندهی و کنترل می‌شود. هم‌اکنون سپهبد رام چندر تیواری، فرمانده کل فرماندهی شرقی است.
ارتش‌های ریاست جمهوری از ۱ آوریل ۱۸۹۵، زمانی که سه ارتش بنگال، ارتش بمبئی و ارتش مدرس به ارتش هند بریتانیا تبدیل شدند، منحل گردیدند. ارتش هند به چهار فرماندهی تقسیم شد: فرماندهی بنگال، فرماندهی بمبئی، فرماندهی مدرس و فرماندهی پنجاب، که هر کدام تحت نظر یک سپهبد بودند.
بین سال‌های ۱۹۰۴ تا ۱۹۰۸، فرماندهی بنگال به فرماندهی شرقی تبدیل شد.  در سال ۱۹۰۸ چهار فرماندهی به توصیه فرمانده کل قوا، هربرت کیچنر، در دو ارتش - ارتش شمالی و ارتش جنوبی - ادغام شدند. این سیستم تا سال ۱۹۲۰ ادامه یافت تا اینکه این ترتیب دوباره به چهار فرماندهی بازگشت: فرماندهی شرقی، فرماندهی شمالی، فرماندهی جنوبی و فرماندهی غربی.
در ۱ نوامبر ۱۹۲۰، فرماندهی شرقی تشکیل شد که ستاد تابستانی آن در ناینیتال و ستاد زمستانی آن در لکهنو قرار داشت. ژنرال هاولاک هادسون، اولین فرمانده آن بود.